# Малка черногърба чайка
Малката черногърба чайка (Larus fuscus) е птица от семейство Чайкови (Laridae).

## Разпространение
Видът се размножава по атлантическите брегове на Европа. Зимува от Британските острови на юг до Западна Африка. Редовно посещава през зимата източния бряг на Северна Америка, вероятно от размножаващата се популация в Исландия.
Среща се и в България.